# Cervona Ukraiinka, Krînîcikî
Cervona Ukraiinka (în ucraineană Червона Українка) este un sat în comuna Drujba din raionul Krînîcikî, regiunea Dnipropetrovsk, Ucraina.

## Demografie
Componența lingvistică a localității Cervona Ukraiinka
     Ucraineană (91,02%)
     Rusă (6,59%)
Conform recensământului din 2001, majoritatea populației localității Cervona Ukraiinka era vorbitoare de ucraineană (91,02%), existând în minoritate și vorbitori de rusă (6,59%) și armeană (1,8%).